# Rambung Timur
Rambung Timur is een bestuurslaag in het regentschap Binjai van de provincie Noord-Sumatra, Indonesië. Rambung Timur telt 2805 inwoners (volkstelling 2010).